# Campsa (Tarragona)
Campsa es una entidad de población española del municipio de Tarragona, perteneciente a la provincia homónima, en la comunidad autónoma de Cataluña. En 2022, la entidad singular de población tenía empadronados 1592 habitantes.